# Жабче (Коростенський район)
Жа́бче — село в Україні, в Ушомирській сільській територіальній громаді Коростенського району Житомирської області. Чисельність населення становить 502 особи (2001).

## Історія
У 1906 році — село  Іскоростської волості Овруцького повіту Волинської губернії. Відстань від повітового міста 47 верст, від волості 6. Дворів 91, мешканців 573.
До 28 липня 2016 року село входило до складу Купищенської сільської ради Коростенського району Житомирської області.

## Населення

### Мова
Розподіл населення за рідною мовою за даними перепису 2001 року:
| Мова       | Кількість | Відсоток |
| ---------- | --------- | -------- |
| українська | 494       | 98.41%   |
| російська  | 8         | 1.59%    |
| Усього     | 502       | 100%     |